# Miguel Angel Amor
Miguel Ángel Amor (Jaraíz de la Vera, 18 de noviembre de 1988) es un actor español, conocido por sus participaciones en series de televisión como Centro médico (2017), Tiempos de guerra (2017) y Hernán (2020).

## Biografía
Licenciado en interpretación textual por la Escuela Superior de Arte Dramático de Sevilla, desarrolló su carrera principalmente en teatro en España con obras como La comedia de Maravillas de Lluis Homar, Los empeños de una casa de Yayo Cáceres y Pepa Gamboa, La dama boba de Alfredo Sanzol, Fuente Ovejuna de Javier Hernández-Simón y La Villana de Getafe de Roberto Cerdá, entre otras. 
Su carrera fuera del teatro inició en 2013, con la película León en el papel de Adri y en el cortometraje Pixels de 2015. Luego de eso, saltó a la televisión con la serie española Centro médico de 2017 y Tiempos de guerra del mismo año.
En 2018 es seleccionado para aparecer en la serie histórica sobre la conquista española en México, Hernán de 2019, en la cual interpretó al conquistador y escritor Bernal Díaz del Castillo, quién históricamente documentó el choque entre mundos que sucedía en los años 1500 en el Nuevo Mundo.

## Filmografía

### Cine
- León (2013) como Adri.
- Pixeles (2015) como Adri.

### Televisión
- Centro médico (2017)
- Tiempos de guerra (2017) como Herido 1.
- Craft Beer Love (2018) como Camarero.
- Hernán (2020) como Bernal Díaz del Castillo.[6]
- ¡Atención obras! (2021) cono él mismo.